# سرزة (غافروبارمون)
سرزة (بالفارسية: سرزه) هي قرية تقع في إيران في هرمزغان. يقدر عدد سكانها بـ 99 نسمة بحسب إحصاء 2016.